# Плутон (геология)
Вижте пояснителната страница за други значения на Плутон.
Плутонът е голямо магмено интрузивно тяло, разположено в земните недра. Образувано е чрез внедряване на магма, която постепенно изстива, втвърдява се и се образуват здрави магмени скали. Плутоните имат различна големина и форма и носят различни имена – щок, батолит, лаколит, лополит и др. Скалите са перидотит, габро, гранит, диорит и гранодиорит.